# Noah Eile
Noah Eile (* 19. Juli 2002 in Lund) ist ein schwedischer Fußballspieler, der aktuell bei den New York Red Bulls unter Vertrag steht.

## Karriere

### Verein
Eile begann seine fußballerische Ausbildung bei Bjärreds IF, wo er bis Ende 2014 spielte. Anschließend spielte er, ab dem Alter von zwölf Jahren, sechs Jahre in der Jugend von Malmö FF. 2020 und 2021 kam er in insgesamt neun U19-Allsvenskan-Spielen zum Einsatz. Im Januar 2021 bekam er seinen ersten Profivertrag beim MFF. Sein Debüt in der Allsvenskan gab er am 21. August 2021 (16. Spieltag) bei einem 3:0-Sieg über Degerfors IF, als er spät für Jo Inge Berget ins Spiel kam.
Zur Saison 2022 wurde er an Ligakonkurrent Mjällby AIF verliehen.
Im Januar 2024 unterzeichnete er einen Vierjahresvertrag bei den New York Red Bulls.

### Nationalmannschaft
Eile spielte bislang in sämtlichen schwedischen Juniorennationalmannschaften. Mit der U17 nahm er unter anderem an der U17-EM 2019 teil, als sein Team in der Gruppenphase bereits ausschied.

## Erfolge
Malmö FF
- Schwedischer Meister: 2021